# Макдермітт (Невада)
Макдермітт (англ. McDermitt) — переписна місцевість (CDP) в США, в округах Гумбольдт штату Невада та Малер штату Орегон. Населення — 124 особи (2020).

## Географія
Макдермітт розташований за координатами 41°59′27″ пн. ш. 117°42′15″ зх. д. / 41.99083° пн. ш. 117.70417° зх. д. (41.990909, -117.704099).  За даними Бюро перепису населення США в 2010 році переписна місцевість мала площу 8,50 км², уся площа — суходіл.

### Клімат
| Клімат : Макдермітт     | Клімат : Макдермітт | Клімат : Макдермітт | Клімат : Макдермітт | Клімат : Макдермітт | Клімат : Макдермітт | Клімат : Макдермітт | Клімат : Макдермітт | Клімат : Макдермітт | Клімат : Макдермітт | Клімат : Макдермітт | Клімат : Макдермітт | Клімат : Макдермітт | Клімат : Макдермітт |
| Показник                | Січ.                | Лют.                | Бер.                | Квіт.               | Трав.               | Черв.               | Лип.                | Серп.               | Вер.                | Жовт.               | Лист.               | Груд.               | Рік                 |
| Абсолютний максимум, °C | 18,9                | 21,1                | 26,1                | 30,6                | 36,7                | 40,6                | 43,9                | 40,6                | 37,8                | 33,3                | 23,9                | 18,3                | 43,9                |
| Середній максимум, °C   | 5,1                 | 8,2                 | 11,9                | 16,2                | 21,4                | 27,1                | 32,9                | 31,8                | 26,7                | 19,6                | 10,4                | 5,4                 | 18,1                |
| Середній мінімум, °C    | −7,1                | −5,2                | −3,5                | −1,3                | 2,6                 | 6,4                 | 9,6                 | 8,6                 | 4,4                 | −0,1                | −3,8                | −7,1                | 0,3                 |
| Абсолютний мінімум, °C  | −33,9               | −31,1               | −19,4               | −13,3               | −9,4                | −5,6                | −2,2                | −6,7                | −12,2               | −18,9               | −22,2               | −33,9               | −33,9               |
| Норма опадів, мм        | 19                  | 15                  | 22                  | 25                  | 35                  | 26                  | 9                   | 10                  | 12                  | 18                  | 21                  | 20                  | 232                 |
| Днів з опадами          | 6                   | 5                   | 6                   | 7                   | 8                   | 6                   | 2                   | 3                   | 3                   | 4                   | 7                   | 6                   | 63,0                |
| ----------------------- | ------------------- | ------------------- | ------------------- | ------------------- | ------------------- | ------------------- | ------------------- | ------------------- | ------------------- | ------------------- | ------------------- | ------------------- | ------------------- |
| Джерело:                |                     |                     |                     |                     |                     |                     |                     |                     |                     |                     |                     |                     |                     |

## Демографія
Згідно з переписом 2010 року, у переписній місцевості мешкали 172 особи в 78 домогосподарствах у складі 52 родин. Густота населення становила 20 осіб/км².  Було 101 помешкання (12/км²).
Расовий склад населення:
| - 68,0 % — білих - 24,4 % — корінних американців - 0,6 % — чорних або афроамериканців - 7,0 % — осіб інших рас |

До двох чи більше рас належало 0,0 %. Частка іспаномовних становила 10,5 % від усіх жителів.
За віковим діапазоном населення розподілялося таким чином: 18,0 % — особи молодші 18 років, 59,9 % — особи у віці 18—64 років, 22,1 % — особи у віці 65 років та старші. Медіана віку мешканця становила 52,8 року. На 100 осіб жіночої статі у переписній місцевості припадало 109,8 чоловіків;  на 100 жінок у віці від 18 років та старших — 83,1 чоловіків також старших 18 років.
Цивільне працевлаштоване населення становило 21 осіб. Основні галузі зайнятості: мистецтво, розваги та відпочинок — 100,0 %.